# Vishwa Jit Gupta
Vishwa Jit Gupta – indyjski geolog i paleontolog, zdemaskowany jako jeden z największych oszustów w historii nauki. 
Gupta był profesorem uniwersytetu w mieście Czandigarh w indyjskim Pendżabie.
Głównym tematem badań V. Gupty były skamieniałości Indii, zwłaszcza z rejonu Himalajów i ich znaczenie dla rekonstrukcji globalnej lub regionalnej paleogeografii, paleoekologii i stratygrafii. Był autorem kilkuset artykułów naukowych publikowanych w czołowych światowych pismach przyrodniczych, m.in. w „Nature” i „Science”. Tematycznie obejmowały one zagadnienia paleontologicznie od skamieniałości proterozoicznych po plejstoceńskie. 
W latach 80. XX wieku zauważono pierwsze niezgodności w danych publikowanych przez Guptę, co zainicjowało sześcioletnie badania jego artykułów przez 24 naukowców z różnych krajów. W 1988 ukazał się pierwszy artykuł wskazujący na nieuczciwość badawczą Gupty. Główne artykuły, w których sformułowano podstawowe zarzuty oszustwa Gupty ukazały się w 1989 i 1994 w „Nature” i „Science” w 1989. Stwierdzono w nich, że w 456 publikacjach Gupty (w tym 117 współautorskich i 6 książkach) znajdują się liczne nadużycia, w tym poważne oszustwa. Pogrupowano je w 12 kategorii, z których najważniejszymi były: opisywanie tego samego okazu z różnych lokalizacji i różnego wieku; plagiaty cudzych zdjęć okazów paleontologicznych pochodzących np. z Kanady w połączeniu ze zmianą lokalizacji tych okazów z Kanady na Indie; podawanie fałszywych lokalizacji opisanych okazów, w tym opisywanie okazów otrzymanych przez Guptę z innych krajów, jako indyjskich; dopisywanie współautorów do artykułów bez ich zgody.
Gupta napisał replikę, jednak od tego czasu jego publikacje nie były już drukowane w międzynarodowych czasopismach. W 1991 został usunięty z Uniwersytetu Pendżabskiego. Następnie decyzją senatu tej uczelni w 1992 przywrócono mu stanowisko wykładowcy, bazując na wynikach wewnętrznego, nieujawnionego raportu uczelnianej komisji. W 1994 kolejny artykuł w „Nature” omawiający sprawę Gupty, w tym wyniki pracy komisji indyjskiej pod przewodnictwem zawodowego sędziego, zakończył się konkluzją, że zdaniem tejże komisji przygniatająca część publikacji Gupty zawierała fałszerstwa. Pomimo tego kolejne decyzje władz Uniwersytetu Pendżabskiego podtrzymały decyzję o zatrudnieniu Gupty. 
Skala fałszerstw i masowe korzystanie przez świat naukowy z wyników badań Gupty dała asumpt wielu autorom opisującym oszustwa Gupty do porównania tego oszustwa ze sprawą Człowieka z Piltdown.